# Ріддаргольменська церква
Ріддарго́льменська це́рква (швед. Riddarholmskyrkan) — церква у Швеції, в Стокгольмі, на острові Ріддаргольмен (Лицарський острівець). Датується   кінцем XIII століття. Одна з найстаріших готичних будівель міста. Заснована в 1270 році, коли король зробив пожертву Францисканському ордену, на гроші якого був побудований жіночий монастир, від якого і бере початок церква. З 1634 по 1950 рік у церкві хоронили королів Швеції. В даний час церква використовується як туристичний об'єкт, а також для похоронних і поминальних служб. Тут поховані більшість шведських монархів: Густав II Адольф, Карл XII, Густав V та ін.. Також тут знаходяться поховання Магнуса I і Карла VIII. У церкві знаходиться герб ордену Серафимів. Коли вмирає кавалер ордена, герб вивішується в церкві, і під час похоронної церемонії церковні дзвони дзвонять з 12:00 до 13:00. Візитною карткою — витонченим шпилем — церква зобов'язана блискавці, що вдарила в дзвіницю в 1835 році.